# Decatur (Mississippi)
Pour les articles homonymes, voir Decatur.
La ville de Decatur est le siège du comté de Newton, situé dans l'État du Mississippi, aux États-Unis.

## Histoire
La ville doit son nom à Stephen Decatur (1779-1820), militaire ayant participé à la guerre d'indépendance américaine.

## Démographie
| Groupe      | Decatur | Mississippi | États-Unis |
| ----------- | ------- | ----------- | ---------- |
| Blancs      | 63,7    | 59,1        | 72,4       |
| Noirs       | 34,2    | 37,0        | 12,6       |
| Amérindiens | 0,9     | 0,5         | 0,9        |
| Métis       | 0,8     | 1,2         | 2,9        |
| Asiatiques  | 0,3     | 0,9         | 4,8        |
| Autres      | 0,2     | 1,3         | 6,4        |
| Total       | 100     | 100         | 100        |
|             |         |             |            |
| Hispaniques | 0,9     | 2,8         | 16,7       |

Selon l'American Community Survey, pour la période 2011-2015, 99,60 % de la population âgée de plus de 5 ans déclare parler l'anglais à la maison, alors que 0,40 M déclare parler le portugais.

## Personnalités notables
- Medgar Evers, militant des droits civiques, y est né ;
- Marcus Thames, joueur professionnel de baseball
- Charles Evers, premier maire afro-américain du Mississippi depuis la reconstruction et frère ainé de Medgar Evers, y est né.